# Urdu (etničke grupe)
Urdu ili Pakistanski Muhadžiri (naziv koji su dobili po islamskom izrazu Muhadžir, što znači „izbjeglica”), je kolektivno ime za više etničkih grupa nastanjenih u Pakistanu i susjednoj Indiji, ali ima ih dosta rasipanih po svijetu. Glavna karakteristika etničkih grupa Urdu je urdu jezik i islam. U moderna vremena mnogi Urdu su iselili u područje Perzijskog zaljeva, zapadnu Europu, Sjevernu Ameriku i zemlje Commonwealtha. Njihov jezik danas je službeni jezik Pakistana, pripada indoeuropskoj porodici i sadržava u sebi perzijskih i arapskih riječi.
Urdu govornike nalazimo u svim slojevima društva, ima ih bogatih i siromašnih, kao i zemljovlasnika, nepismenih i obrazovanih. -Ruralni Urdu, na primjer, žive u kućicama od blata ali imaju posebne prostorije za žene, urbani naravno žive po suvremenim stanovima. Ima toliko razlika među njima da je teško generalizirati o njihovom načinu života. 
Prije razdvajanja Pakistana i Indije (1947.) Urdu su činili vrlo rasprostranjenu ekonmomsku i socijalnu klasu. Odvajanjem Pakistana (1947) mnogi Urdu ostaju u Indiji. Trgovci i radnici doživjeli su manje promjena. Srednja klasa imigrira u područje Perzijskog zaljeva. Urdu koji napuštaju Indiju i odlaze u zapadne zemlje često uzuimaju državljanstva zemlje domaćina. Mnogi ovi iseljeni Urdu koji čine drugu generaciju doseljenika izgubili su kontakt s domovinom i zaboravili jezik i kulturu. 
Urdu u Pakistanu poznati su i vode se pod kolektivnim imenom Urdu, u Indiji su međutim poznati pod raznim lokalnim grupama od kojih su sve muslimanske i govore urdu jezik.

## Poveznice
- Etničke grupe Urdu

## Vanjske poveznice
- The Diaspora Urdu
- Urdu